# 春龍屬
春龍屬（或譯安尼柯龍）是種獸腳亞目虛骨龍類恐龍，化石是在1995年發現於阿根廷丘布特省的下蓬組，年代為白堊紀中期的森諾曼階到土侖階，約9500萬年前。
模式種達氏春龍（A. darwini）是由馬蒂尼茲與費爾南多·諾瓦斯在2006年命名。屬名意為「春季蜥蜴」，意指這些化石是在春季被發現；種名是以查爾斯·達爾文為名。春龍身長約2公尺。研究人員認為，春龍比某些原始虛骨龍類更衍化，例如美頜龍科、嗜鳥龍、虛骨龍科，但比晚期的虛骨龍類原始，例如暴龍、偷蛋龍。

## 外部連結
- Mickey Mortimer （页面存档备份，存于） and Josh B. Smith （页面存档备份，存于） on the genus.